# 瑟蒙德 (西維吉尼亞州)
瑟蒙德（Thurmond）是美国西弗吉尼亚州费耶特县的一个小镇，位于紐河河畔。 2020 年人口普查时人口为 5 人。在新河峡谷煤礦業鼎盛时期，瑟蒙德很繁榮，鎮上有许多切萨皮克和俄亥俄铁路的營業設施。
瑟蒙德的大部分土地現歸美國国家公园管理局的紐河峽谷国家公园和保护区所有。镇上的切萨皮克和俄亥俄铁路車站于 1995 年进行了翻修，现在是游客中心。整个鎮區都是国家史蹟名录登錄的历史街区。
瑟蒙德是西弗吉尼亚州人口最少的市镇。 在 2005 年 6 月 14 日的选举中，该市 7 名居民中有 6 名競選公职。 

## 历史
瑟蒙德 (Thurmond) 成立于 1900 年，鎮名來自於W.D.瑟蒙德（W.D. Thurmond） 上尉，他于 1844 年定居于此。 1873 年，他得到这片 73 英畝的土地作為測量工作的報酬。 他曾在邦聯军服役，并于 1910 年去世，享年 90 岁。瑟蒙德邮局成立于 1888 年，于 1995 年停业。 该社区规模一直很小，直到 1892 年格倫吉恩 (Glen Jean)的托马斯·G·麦凯尔 (Thomas G McKell) 与切萨皮克和俄亥俄铁路公司谈判，讓鐵路經過邓卢普溪 (Dunloup Creek) 。
W.D.瑟蒙德禁止在他的土地（本鎮成立時的範圍）內飲酒，所以邓格伦酒店就開在他的土地範圍外面。邓格伦附近南侧一个名为“Ballyhack”或“Balahack”的地区因瑟蒙德红灯区而臭名昭著。 
镇上有两家旅馆；其中一间名为拉法葉（ Lafayette，当地人称为“Lay-flat”），靠近铁路，而拥有 100 间客房的鄧格倫酒店（Dun Glen） 于 1901 年开业，成为全国知名的度假胜地。它于 1930 年被烧毁，這也标志了瑟蒙德衰落的开始，到 20 世纪 50 年代，瑟蒙德几乎成了一座鬼城。 瑟蒙德国家银行（瑟蒙德所有）于 1931 年关闭，紐河银行（麦凯尔家族所有）于 1935 年迁至橡树山。

## 历史街区
瑟蒙德历史区包括全镇和对面河岸的一小部分。 在1921 年之前，抵達瑟蒙德的方法只有鐵路。該鎮位於切萨皮克和俄亥俄铁路旁的一片狭窄平坦土地，鐵道和城镇之间没有道路。一条单車道公路經過單線的鐵路橋跨越紐河之後橫跨鐵道，爬上镇后面的山，在150英尺的上方与镇區平行前進，之後又下行到铁道。 由于在铁路线上的重要地位，尽管没有道路，商业中心仍然蓬勃发展。
住宅區的房屋是标准化的，有三到四种基本类型，分別供給铁路等级中的不同層級人員。虽然在其历史上的大部分时间里，商業區並沒有街道，卻有两家酒店、两家银行和其他商业建筑。火车站建于 1888 年，铁路貨運站和商店为範圍广泛的支线网络提供服务，将煤炭运出山區。 
本镇曾有数百人口，如今已减少到不足十人。 该火车站现在是新河峡谷国家公园和保护区的游客中心。

## 地理
瑟蒙德的平地几乎全部被CSX運輸 （以前的切萨皮克和俄亥俄铁路）用來營運。除了正面對鐵道的一排商業建築－－其間沒有街道－－以外，鎮區的其他部分在低地後面的山丘上。瑟蒙德曾是切萨皮克和俄亥俄铁路的重要轉運中心，来自鄰近矿區的短編列车在此編組成较长的列车，以駛往主线上的市场。 

## 人口统计

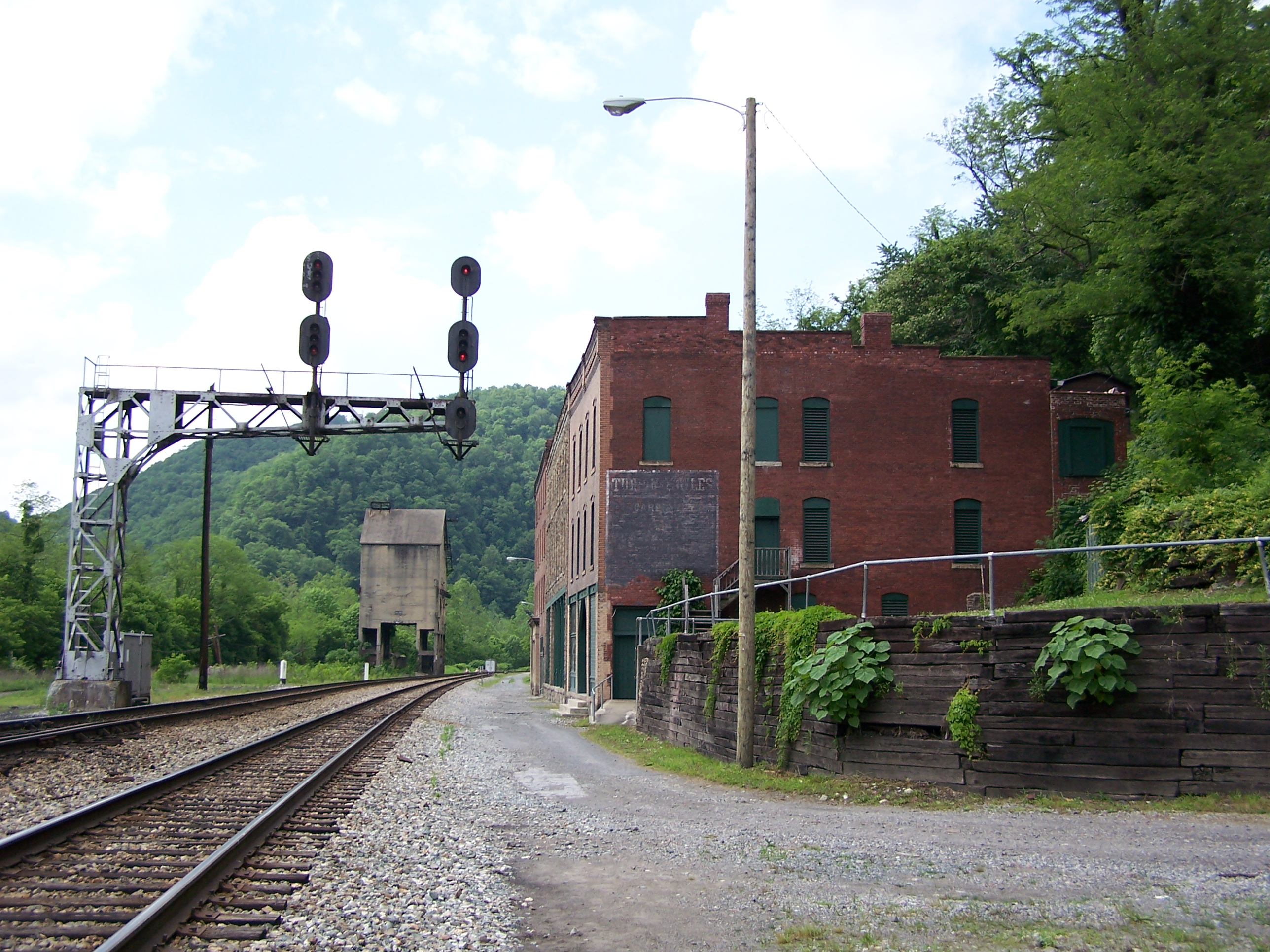
瑟蒙德市中心，沿著CSX紐河分区的軌道。

| 调查年                | 人口 | 备注 | %±     |
| --------------------- | ---- | ---- | ------ |
| 1910                  | 315  |      | —      |
| 1920                  | 285  |      | −9.5%  |
| 1930                  | 462  |      | 62.1%  |
| 1940                  | 339  |      | −26.6% |
| 1950                  | 219  |      | −35.4% |
| 1960                  | 189  |      | −13.7% |
| 1970                  | 86   |      | −54.5% |
| 1980                  | 67   |      | −22.1% |
| 1990                  | 39   |      | −41.8% |
| 2000                  | 7    |      | −82.1% |
| 2010                  | 5    |      | −28.6% |
| 2020                  | 5    |      | 0.0%   |
| U.S. Decennial Census |      |      |        |

### 2000年人口普查
在2000年人口普查 ，该镇居人口7人，分為5户，其中有一個家庭，人口密度为每平方公里27.0人。该镇的种族构成是 100.00%白人。
鎮上的五戶都没有18岁以下儿童同住，一户是同居的夫妻，另四户不是家庭。有三戶僅有一個人，有兩戶有 65 岁或以上的独居者。每戶平均人口为1.40，每個家庭平均人数为2.00。
该镇人口的年龄分布为18至24岁1人、25至44岁1人、45至64岁3人、65岁及以上2人。中位年龄为 56 岁。有五名女性和两名男性。
该镇每戶的平均收入为 23,750 美元，而家庭的平均收入为 0 美元。人均收入为 10,782 美元。没有家庭生活在贫困线以下。

### 2010年人口普查
在2010年的人口普查 ，该镇有5人、4户，0個家庭。人口密度为每平方公里21.5人。 该镇的种族构成是 100% 白人。
这四户人家都不是家庭，三戶僅有一人，两戶有 65 岁或以上的独居者。平均每戶人数为1.25，平均家庭人数为0.00。
镇民的平均年龄为57.5岁。没有居民年龄在24岁以下； 40%（两人）年龄在25岁至44岁之间； 20%（1人）年龄在45岁至64岁之间； 40%（两人）年龄在 65 岁或以上。该镇的性别构成为男性20.0%（1人），女性80.0%（4人）。

## 鐵路交通
美鐵紅雀號停靠瑟蒙德。本站是美鐵車站中，仅次于德克萨斯州桑德森（Sanderson）的低利用率车站。